# Amphiblemma heterophyllum
Amphiblemma heterophyllum är en tvåhjärtbladig växtart som beskrevs av Jacq.-fel.. Amphiblemma heterophyllum ingår i släktet Amphiblemma och familjen Melastomataceae. Inga underarter finns listade i Catalogue of Life.